# Vạ tuyệt thông
Vạ tuyệt thông (chữ Anh: Excommunication, dịch nghĩa: đoạn tuyệt tương giao), hoặc gọi vạ tuyệt, tuyệt phạt, dứt phép thông công, rút phép thông công, thường được biết đến như một hình thức khai trừ giáo tịch hay trục xuất khỏi giáo hội, là một hình thức kỉ luật trong tôn giáo. Đây là một hành động trừng phạt tôn giáo mang tính tổ chức, được sử dụng để tước quyền, đình chỉ hoặc hạn chế tư cách thành viên trong một cộng đồng tôn giáo hoặc hạn chế một số quyền nhất định trong cộng đồng đó, đặc biệt là quyền hiệp một với các thành viên khác trong hội chúng và quyền nhận thánh lễ.
Hành động này được thực hiện bởi tất cả các giáo hội cổ (như Giáo hội Công giáo La Mã, các Giáo hội Chính thống giáo Đông phương và Giáo hội Chính thống giáo cổ Đông phương) cũng như bởi các hệ phái Cơ Đốc giáo khác, nhưng cũng được dùng rộng rãi hơn để chỉ các hình thức tương tự trong việc loại trừ và tẩy chay tôn giáo trong các nhóm tôn giáo khác. Người Amish cũng được biết đến với việc rút phép thông công đối với các thành viên bị coi là vi phạm các quy tắc hoặc đặt câu hỏi về giáo hội, một hình thức gọi là tẩy chay. Tôn giáo Nhân chứng Giê-hô-va sử dụng thuật ngữ “khai trừ” để chỉ hình thức rút phép thông công của họ.
Từ excommunication có nghĩa là đặt một cá nhân hoặc nhóm ra khỏi sự hiệp một. Trong một số hệ phái, rút phép thông công bao gồm cả việc kết án tâm linh đối với cá nhân hoặc nhóm đó. Hình thức này có thể bao gồm trục xuất, tẩy chay và làm cho xấu hổ, tuỳ thuộc vào nhóm, sự vi phạm dẫn đến rút phép thông công hoặc các quy tắc, chuẩn mực của cộng đồng tôn giáo. Hành động nghiêm trọng này thường được huỷ bỏ khi có sự sám hối công khai. Theo thần học Công giáo La Mã, những người chịu hình phạt này sẽ không được lên thiên đàng sau khi chết.
Trong thời Trung Cổ ở châu Âu, người bị dứt phép thông công sẽ không ai dám tiếp xúc; giáo hoàng từng sử dụng hình thức này để đối phó với các hoàng đế thế tục. Vạ tuyệt thông có hai loại: vạ tuyệt thông do giám mục tuyên bố (có thể được giám mục miễn tội) và vạ tuyệt thông do giáo hoàng tuyên bố (chỉ giáo hoàng có thể miễn tội), trong đó loại của giáo hoàng có ba mức: thông thường, đặc biệt và siêu vạ. Vạ tuyệt thông cũng được chia làm ba mức độ: tự mình vạ tuyệt; tuyệt phạt cấm tham gia vào các bí tích của giáo hội - các linh mục cũng không được cử hành bí tích cho họ; tuyệt phạt cấm tiếp xúc với Kitô hữu - tín hữu phải tránh xa họ.

## Hình thức
"Theo điều 751: “Lạc giáo là ngoan cố chối bỏ hoặc ngoan cố hồ nghi về một chân lý phải tin với Đức tin Thần Khởi và Công Giáo sau khi đã lãnh nhận Bí Tích Rửa Tội; bội giáo là chối bỏ đức tin Kitô giáo; ly giáo là từ chối vâng phục Đức Giáo Hoàng hoặc từ chối hiệp thông với các chi thể của Giáo Hội thuộc quyền ngài.”. Các tội này chịu hình phạt vạ tuyệt thông tiền kết theo điều 1364 triệt 1 “Người bội giáo, lạc giáo hay ly giáo đều bị vạ tuyệt thông tiền kết.”
Có hai hình thức vạ tuyệt thông:
Vạ tuyệt thông tiền kết: được ấn định cho một số tội. Ngay sau khi phạm, đương sự lập tức bị vạ, không cần Giáo hội phải ra công bố. Theo Bộ Giáo luật hiện hành, hiện nay chỉ còn bảy loại vi phạm bị chế tài Vạ tiền kết.
1. Người bội giáo, lạc giáo hay ly giáo, sẽ bị mắc vạ tuyệt thông tiền kết.
2. Ai ném bỏ Bánh Thánh, lấy hoặc giữ với mục đích phạm thánh, bị mắc vạ tuyệt thông tiền kết dành cho Tòa Thánh.
3. Người nào hành hung Giáo hoàng sẽ mắc vạ tuyệt thông tiền kết dành cho Tòa Thánh.
4. Ai thi hành việc phá thai, và việc phá thai có kết quả, sẽ mắc vạ tuyệt thông tiền kết.
5. Tư tế hành động ngược lại các quy định ở điều 977, sẽ bị mắc vạ tuyệt thông tiền kết dành cho Tòa Thánh.
6. Linh mục giải tội nào vi phạm trực tiếp ấn bí tích, phải bị mắc vạ tuyệt thông tiền kết dành cho Tòa Thánh.
7. Giám mục nào không có ủy nhiệm thư giáo hoàng mà phong chức Giám mục cho người khác, cũng như người nào được thụ phong do Giám mục ấy sẽ mắc vạ tuyệt thông tiền kết dành cho Tòa Thánh.

Trong bảy quy định vạ trên đây, năm loại vạ chỉ được hóa giải bởi chính Tòa Thánh (2, 3, 5, 6 và 7), còn hai loại vạ kia (1 và 4) có thể được giải do Giám mục giáo phận hay những linh mục được các Giám mục ấy ủy thác.
Vạ tuyệt thông hậu kết: được ấn định cho một số tội. Sau khi phạm, đương sự chưa lập tức bị vạ. Đương sự chỉ bị vạ sau khi Giáo hội ra công bố. Theo Bộ Giáo luật hiện hành, hiện nay chỉ còn hai loại vi phạm bị chế tài vạ hậu kết.
Hầu hết những trường hợp bị vạ tuyệt thông đều là vạ tuyệt thông tiền kết.

## Những chế tài
Ðiều 1331 triệt 1: Người mắc vạ tuyệt thông bị cấm:
1. Không được tham phần bằng bất cứ cách nào như thừa tác viên vào việc cử hành Hy Tế Thánh Thể, hay vào các lễ nghi phụng tự nào khác;
2. Không được cử hành các bí tích hay á bí tích, và lãnh nhận các bí tích;
3. Không được hành sử chức vụ, tác vụ, hay bất cứ nhiệm vụ nào, hay thi hành các hành vi cai trị.

Triệt 2: Sau khi vạ tuyệt thông đã bị tuyên kết hay tuyên bố, phạm nhân:
1. Muốn hành động nghịch lại quy định ở triệt 1, số 1, thời phải bị trục xuất, hay lễ nghi phụng vụ phải đình chỉ, trừ khi có một lý do hệ trọng cản lại;
2. Thi hành vô hiệu những hành vi cai trị mà chiếu theo quy tắc ở triệt 1, số 3, đương sự không được phép làm;
3. Bị cấm hưởng dụng các đặc ân được ban cấp trước đây;
4. Không được lãnh nhận cách hữu hiệu một chức vị, chức vụ hay nhiệm vụ nào khác trong Giáo Hội;
5. Không được chiếm hữu cho mình các lợi lộc của bất cứ chức vị, chức vụ hay nhiệm vụ, hưu bổng nào mà đương sự đã có trong Giáo Hội.

Ðiều 1332: Người mắc vạ cấm chế thì bị ràng buộc bởi những lệnh cấm nói ở điều 1331, triệt 1, số 1 và 2. Sau khi vạ cấm chế đã tuyên kết, hay tuyên bố, thì phải tuân giữ quy định ở điều 1331, triệt 2, số 1.

## Giải vạ
Ðiều 1355 triệt 1: Những người sau đây có thể tha hình phạt do luật pháp thiết lập, sau khi hình phạt đã được tuyên kết hay tuyên bố, miễn là hình phạt không được dành cho Tòa Thánh:
1. Bản Quyền đã phát động thủ tục tư pháp để tuyên kết hay tuyên bố hình phạt, hay đã đích thân hoặc nhờ người khác tuyên kết hay tuyên bố hình phạt bằng nghị định;
2. Bản Quyền sở tại ở nơi can phạm đang ở, sau khi đã tham khảo Bản Quyền nói ở số 1, trừ khi vì trường hợp ngoại thường không thể tham khảo được.

Triệt 2: Hình phạt tiền kết do luật ấn định nhưng chưa được tuyên bố, nếu không dành riêng cho Tòa Thánh, thì có thể được Bản Quyền tha cho những người thuộc quyền mình và cho những người đang ở trong lãnh thổ mình hay đã phạm tội tại đó; tất cả các Giám Mục đều có thể tha chúng, nhưng chỉ trong chính lúc ban bí tích giải tội.
Ðiều 1356 triệt 1: Những người sau đây có thể tha hình phạt hậu kết hay tiền kết được thiết lập bởi một mệnh lệnh không phải do Tòa Thánh ban hành:
1. Bản Quyền sở tại ở nơi can phạm đang ở;
2. Nếu hình phạt đã bị tuyên kết hay tuyên bố, thì cả Bản Quyền đã phát động thủ tục tư pháp để tuyên kết hay tuyên bố hình phạt, hay đã đích thân hoặc nhờ người khác tuyên kết hay tuyên bố hình phạt bằng nghị định.

Triệt 2: Trước khi tha hình phạt, cần phải tham khảo tác giả của mệnh lệnh, trừ khi vì trường hợp ngoại thường không thể tham khảo được.
Ðiều 1357 triệt 1: Ðừng kể những gì đã quy định ở các điều 508 và 976, cha giải tội có quyền tha ở tòa trong, lúc ban bí tích, vạ tuyệt thông tiền kết hay cấm chế chưa tuyên bố, nếu hối nhân khổ sở vì phải thường xuyên ở trong tình trạng tội nặng suốt thời gian cần thiết để Bề Trên có thẩm quyền định liệu.
Triệt 2 Khi ban sự xá giải, cha giải tội phải buộc hối nhân, nếu không tuân thì sẽ mắc vạ lại, phải thượng cầu trong vòng một tháng lên Bề Trên có thẩm quyền hay một linh mục có năng quyền, và phải theo quyết định của Ngài; tạm thời, cha giải tội phải ra việc đền tội tương xứng và, nếu cần, đòi sửa chữa gương xấu và thiệt hại. Sự thượng cầu có thể được thực hiện qua cha giải tội, những không nói tên của hối nhân.
Triệt 3: Những người đã được giải vạ đã tuyên kết hay tuyên bố hay dành cho Tòa Thánh dựa theo quy tắc của điều 976, thì cũng bị buộc nặng phải thượng cầu sau khi họ đã được bình phục.
Ðiều 1358 triệt 1: Vạ sẽ không được tha nếu can phạm không từ bỏ sự cố chấp, chiếu theo quy tắc của điều 1347, triệt 2; nhưng khi đương sự đã từ bỏ sự cố chấp thì không được khước từ việc tha vạ.
Triệt 2: Kẻ đã tha vạ, có thể áp dụng những biện pháp nói ở điều 1348, hay cũng có thể bắt làm một việc sám hối.
Ðiều 1359: Nếu một người bị mắc nhiều hình phạt, sự tha chỉ có giá trị đối với những hình phạt nào được nói tới rõ ràng. Tuy nhiên, một sự tha tổng quát sẽ hủy bỏ tất cả các hình phạt, trừ ra những hình phạt nào phạm nhân vì gian ý đã làm thinh không kể ra trong đơn thỉnh nguyện. Ðiều 1360: Sự tha hình phạt sẽ vô hiệu nếu bị thúc ép do sợ hãi trầm trọng.
Ðiều 1361 triệt 1: Sự tha hình phạt có thể thực hiện kể cả đối với một người vắng mặt, hay với điều kiện.
Triệt 2: Sự tha ở tòa ngoài phải được làm bằng giấy tờ, trừ khi có lý do hệ trọng khuyên làm cách khác.
Triệt 3: Phải liệu sao cho đơn xin tha hình phạt hay chính việc tha không bị tiết lộ, trừ khi điều ấy có ích lợi để bảo vệ thanh danh cho phạm nhân, hoặc cần thiết để sửa chữa gương xấu

## Một số người bị phạt vạ
| Năm                       | Người bị vạ | Lý do | Ghi chú      |
| ------------------------- | --- | --- | ------------ |
| Thế kỷ 1                  | Hymenaeus và Alexander | Bởi Thánh Phaolô theo Sách Công vụ Tông đồ |              |
| Thế kỷ 1                  | Simon Magus | Đề xuất thuyết lạc giáo |              |
| Thế kỉ 11                 | Giáo hoàng Biển Đức IX | Lên ngôi giáo hoàng nhiều lần dù bị phế truất (không được Giáo hội đồng thuận)                                                                                              |              |
| 1227 (lần 1) 1239 (lần 2) | Frederick II Hoàng đế La Mã | Lãnh đạo Đế quốc La Mã làm ảnh hưởng đến sự độc lập của Vatican |              |
| 1521                      | Martin Luther linh mục | Lãnh đạo Phong trào Kháng Cách (Tin Lành) li khai khỏi Giáo hội Tấn công vào quyền bính giáo hoàng                                                                          |              |
| 1570                      | Elizabeth I Nữ hoàng Anh Henry VIII Vua Anh | Rối hôn nhân. Ly khai khỏi Giáo hội, lập thành Anh giáo |              |
| 1809                      | Napoléon Bonaparte Hoàng đế Pháp | Ý định thôn tính và sáp nhập Giáo hội vào thể chế cai trị |              |
| 1902                      | Những người Công giáo tham gia thành lập Giáo hội Độc lập Philippines                                                                                          | Ly khai khỏi Giáo hội. |              |
| 1934                      | Nguyễn Hữu Thị Lan Hoàng hậu Việt Nam | Hôn nhân khác đạo mà không có phép đặc biệt của Đức Thánh Cha Piô XI | được giải vạ |
| 1949                      | Đảng viên Cộng sản Đảng Cộng sản Ý | Đàn áp Giáo hội Ý |              |
| 1955                      | Juan Peron Tổng thống Argentina | Chống lại giới tu sĩ Công giáo | được giải vạ |
| 1955                      | Clemente Dominguez linh mục Tây Ban Nha | Phản bội lại Giáo hội Tây Ban Nha, tự phong mình làm Giám mục, tự tuyên bố mình là giáo hoàng.                                                                              |              |
| 1962                      | Fidel Castro Chủ tịch Cuba và những người ủng hộ Cộng sản | Theo Chủ nghĩa Cộng sản chống lại Công giáo |              |
| 1976                      | Ngô Đình Thục tổng Giám mục Việt Nam | Tự tấn phong Giám mục cho người khác mà không có chuẩn y của Tòa Thánh. | được giải vạ |
| 1988                      | Marcel Lefebvre tổng Giám mục Pháp và bốn vị tiến chức (các Giám mục Bernard Fellay, Bernard Tissier de Mallerais, Richard Williamson và Alfonso de Galarreta) | Tự tấn phong Giám mục tại Écône mà không có chuẩn y của Tòa Thánh. | được giải vạ |
| 1990                      | George A. Stallings, Jr. linh mục Mỹ và những người liên quan                                                                                                  | Khuyến khích phong linh mục cho phụ nữ, khuyến khích ngừa thai, phá thai.                                                                                                   |              |
| 1997                      | Tissa Balasuriya linh mục Sri Lanka | Thách thức quyền bính giáo hoàng và những giảng dạy của Giáo hội về phép rửa, tội nguyên tổ và về sự trinh khuyết vẹn toàn của Đức Mẹ                                       |              |
| 1999                      | James Callan linh mục Mỹ | Cử hành lễ cưới cho người đồng tính luyến ái, phụ nữ đảm nhận vai trò khá nổi bật trong phụng tự.                                                                           |              |
| 2002                      | Dagmar Braun Celeste vợ thống đốc tiểu bang Ohio Mỹ và những người lên quan                                                                                    | Tự cử hành lễ phong chức linh mục cho nhau. |              |
| 2002                      | Các Giám mục Hội Công giáo Yêu nước Trung Hoa và những người lên quan                                                                                          | Tự tấn phong Giám mục mà không có chuẩn y của Tòa Thánh. |              |
| 2015                      | Richard Williamson Giám mục (từng) thuộc Huynh đoàn Thánh Piô X và những người lên quan                                                                        | Tự tấn phong Giám mục mà không có chuẩn y của Tòa Thánh. |              |
| 2024                      | Carlo Maria Viganò Tổng Giám mục Hiệu tòa Ulpiana, cựu Sứ thần Tòa Thánh tại Hợp Chủng quốc Hoa Kỳ                                                             | Ly giáo Từ chối công nhận và vâng phục Đức Thánh Cha, từ chối hiệp thông với các chi thể Giáo hội, từ chối công nhận thẩm quyền và tính hợp pháp của Công đồng Vaticanô II. |              |